# District de Mendrisio
Le district de Mendrisio est un district du canton du Tessin en Suisse.
Le district compte 11 communes, dont le chef-lieu : Mendrisio.

## Communes
| Nom               | Cercle communal | N° OFS | Population (décembre 2022) |
| ----------------- | --------------- | ------ | -------------------------- |
| Balerna           | Balerna         | 5242   | +003 291,                  |
| Breggia           | Caneggio        | 5269   | +001 914,                  |
| Castel San Pietro | Balerna         | 5249   | +002 227,                  |
| Chiasso           | Balerna         | 5250   | +007 420,                  |
| Coldrerio         | Mendrisio       | 5251   | +002 848,                  |
| Mendrisio         | Mendrisio       | 5254   | +014 909,                  |
| Morbio Inferiore  | Balerna         | 5257   | +004 371,                  |
| Novazzano         | Stabio          | 5260   | +002 346,                  |
| Riva San Vitale   | Riva San Vitale | 5263   | +002 663,                  |
| Stabio            | Stabio          | 5266   | +004 461,                  |
| Vacallo           | Caneggio        | 5268   | +003 346,                  |
| Total             | Total           | Total  | +049 796,                  |